# Вихрова, Наталья Викторовна
Наталья Викторовна Вихрова (21 марта 1949 — 26 марта 2015, Москва) — советская и российская театральная актриса и педагог, заслуженная артистка России.

## Биография
Родилась в Москве. В 1972 году окончила Школу-студию МХАТ. После окончания студии в 1973 году вошла в труппу МХАТа (после раздела театра в 1987 году — актриса МХАТа им. М. Горького под руководством Татьяны Дорониной).
В 1993 году окончила аспирантуру ГИТИСа по кафедре «сценическая речь и движение». Долгое время была педагогом по сценической речи в московских театральных ВУЗах.
Кроме этого, работала на дублировании фильмов студии «Варус-Видео» (участвовала в озвучивании более 50 фильмов).
Умерла в Москве 26 марта 2015 года. Похоронена на Николо-Архангельском кладбище.

## Награды
- Заслуженная артистка России (1998).
- Медаль ордена «За заслуги перед Отечеством» II степени (2010).

## Работы в театре
- «Синяя птица» М. Метерлинк (реж. по возобновлению К. Градополов) — Вода, Мать
- «Три толстяка» Ю. Олеша (реж. В.Богомолов) — Суок
- «Валентин и Валентина» М. Рощин (реж. О. Ефремов) — Катя, Рита
- «Иван и Ваня» Чекалин (реж. Г. Соколов) — Анна
- «Муж и жена снимут комнату» М. Рощин (реж. Р. Виктюк) — Галя
- «Господа Головлевы» И. Гончаров (реж. Л. Додин) — Аненька
- «Тартюф» Ж. Мольер (реж. А. Эфрос) — Марианна
- «Соло для часов с боем» Заградник (реж. А. Васильев) — Даша
- «Горячее сердце» А. Островский (реж. по вводу А. Грибов) — Параша
- «Обвал» Джавахишвили (реж. Т. Чхеидзе) — жена
- «Отцы и дети» И. Тургенев — Фенечка
- «Иванов» А. Чехов (реж. О. Ефремов) — гостья
- «Так победим» М. Шатровреж (реж. О. Ефремов) — английская журналистка
- «Вагончик» Павлова (реж. К. Гинкас) — психолог
- «На всякого мудреца» А. Островский (реж. В. Станицин) — приживалка
- «Мария Стюарт» Шиллер — придворная дама
- «Три сестры» А. Чехов — певица
- «Семейные праздники» Ю. Белов (реж. А. Васильев) — Ирина
- «Обратная связь» Гельман (реж. О. Ефремов) — секретарь
- «Аввакум» В. Малягин (реж. Н. Пеньков) — жена
- «Мои нерожденные сыновья» А. Виноградов — мать
- «Её друзья» В. Розов (реж. В. Усков) — Анна Григорьевна
- «Уходя, оглянись» Э. Володарский — жена внука
- «Прощание с Матёрой» В. Распутин (реж. А. Борисо) — Вера
- «Вишнёвый Сад» А. Чехов (реж. С. Данченко) — Варя
- «Женщины в народном собрании» Аристофан (реж. М. Абрамов) — вторая горожанка
- «Униженные и оскорбленные» Ф. Достоевский (реж. Т. Доронина) — Мавра
- «Васса Железнова» М. Горький (реж. Б. Щедрин) — Анна
- «Женитьба Белугина» А. Островский(реж. Т. Доронина) — Настасья Петровна

## Фильмография

### Актриса
- 1979 — Этот фантастический мир (выпуск 2, «Алло, Парнас!») — Афродита
- 1982 — Нам здесь жить — администратор гостиницы

### Озвучивание
- 1951 — Камо грядеши?
- 1981 — Блэкстар
- 1982 — Бегущий по лезвию — Зора (роль Д. Кэссиди)
- 1983 — Хи-Мен и властелины вселенной
- 1985 — Непобедимая принцесса Ши-Ра
- 1985 — Север и Юг — мадам Конти (роль Элизабет Тейлор)
- 1986 — Север и Юг II — Огюста Барклай (роль Кейт Макнил)
- 1986 — Кобра — Нэнси Сталк (роль Ли Гарлингтон)